# آنا كلين
آنا كلين (بالإنجليزية: Anna Clyne)‏ هي ملحنة بريطانية، ولدت في 9 مارس 1980 في لندن في المملكة المتحدة.

## وصلات خارجية
- آنا كلين على موقع IMDb (الإنجليزية)
- آنا كلين على موقع ميوزك برينز (الإنجليزية)
- آنا كلين على موقع أول ميوزيك (الإنجليزية)
- آنا كلين على موقع ديسكوغز (الإنجليزية)